# Равноправие (ЛГБТ-организация)
ЛГБТ-организация «Равноправие» — правозащитная общественная организация из Санкт-Петербурга, выступающая за соблюдение прав человека в отношении людей без различия по признаку сексуальной ориентации и гендерной идентичности. Организатор Санкт-Петербургского гей-прайда.
Движение берёт своё начало летом 2009 года, когда ЛГБТ-активистка Мария Ефременкова вышла пикетировать офис 100ТВ, протестуя против гомофобной политики телеканала.

## Цели организации
Одной из главных задач организации является проведение публичных акций, посвящённых проблемам соблюдения прав человека в отношении геев и лесбиянок.

## Деятельность организации
Организация известна как организатор публичных выступлений в поддержку прав человека в отношении ЛГБТ, регулярный участник акций Стратегии 31, Марша против ненависти (как член коалиции Ксенофобия. NET), инициатор ряда судебных дел в защиту прав ЛГБТ-людей. Наибольшее освещение в СМИ получили подготовка и проведение 26 июня 2010 года Санкт-Петербургского гей-прайда. При этом организации удалось заручиться поддержкой петербургского Уполномоченного по правам человека Алексея Козырева. Следующий гей-прайд запланирован на 25 июня 2011 года.
«Равноправие» совместно с проектами «GayRussia.Ru» (Россия), «GayBelarus.by» (Белоруссия), организациями «ЛиГА» (Украина), «ГендерДок-М» (Молдова) является частью международного движения Славянского гей-прайда.
6 октября 2010 года организация «Равноправие» впервые в России добилась в суде (Адмиралтейского района) признания незаконности запрета на публичную массовую акцию в поддержку равноправия геев и лесбиянок, а уже 11 и 18 октября суды Московского и Петроградского районов также вынесли решение в пользу заявителей. Но в конце октября администрация Московского района опять не согласовала пикет. Однако позже, также впервые в России, публичная акция в защиту прав человека в отношении геев и лесбиянок была согласована, но в Центральном районе, где ранее иск о запрете пикета был проигран. Пикет был запланирован на 20 ноября и приурочен ко Всемирному дню толерантности. Лидер движения Мария Ефременкова заявила: 

Пикет проводится с целью привлечь внимание общества и государства к проблемам толерантности и защиты прав человека. Мы хотим разделить эти два понятия, потому что иногда их смешивают, подменяя одно другим. Толерантности не существует без уважения прав и свобод человека. Мы хотим на этом сделать акцент. Особое внимание в нашем мероприятии будет уделяться проблемам защиты прав человека геев и лесбиянок.
20 ноября 2010 года в Санкт-Петербурге на Большой Московской улице состоялась первая в России разрешённая властями публичная акция, посвящённая проблеме соблюдения в России прав человека в отношении геев и лесбиянок. Пикет сопровождался протестами. Участники пикета стояли в окружении протестующих, некоторые из которых принесли с собой православные хоругви, иконы, и пели псалмы. Часть протестующих выкрикивала оскорбления. Одна из групп, числом 20 человек, пришла на пикет позднее с плакатом "Нет – греху, нет – содому!". Всего пикет, по словам Мария Ефременковой, продлился 40 минут. Его участники были вынуждены завершить манифестацию из-за столкновений с протестующими.
24 ноября 2010 года «Равноправие» вновь выиграло в суде несколько дел о незаконности запрета своих публичных акций: Московский районный суд признал незаконным запрет администрацией июньского пикета и обязал её согласовать следующую заявку, а Городской суд оставил в силе аналогичное решение по запрету пикетирования в Петроградском районе. Одновременно стало известно о поступлении в адрес Марии Ефременковой угроз со стороны одного из руководителей националистической организации «Народный собор». 17 января Городской суд оставил в силе решение Московского районного суда.
6 января суд последнего района (Василеостровского), в котором ЛГБТ-активисты подали заявку о проведении публичных мероприятий, вынес так же вердикт в пользу заявителей.
27 февраля активисты организации направили в Европейский суд по правам человека жалобу против России в связи с запретом властями Петербурга шествия и митинга в поддержку толерантности в отношении лиц гомосексуальной ориентации (гей-прайда), планировавшихся 26 июня 2010 года в рамках Санкт-Петербургского гей-прайда.
Изначально организацию возглавляла Мария Ефременкова, после её выхода 2 января 2010 года  из-за неудовлетворения результатами деятельности организации и ощущения недостаточной независимости при принятии решений, касающихся публичных мероприятий, во главе встал Юрий Гавриков, начавший свою активную деятельность в 2006 году в проекте GayRussia.ru. Другие ключевые активисты: Александр Шереметьев, Сергей Волков.